# Riksväg 94
Riksväg 94 är en riksväg som går mellan Luleå och Arvidsjaur i Norrbottens län i Sverige.

## Sträckning
(Luleå -) Antnäs - Klöverträsk - Älvsbyn - Korsträsk - Vistheden - Lauker - Arvidsjaur. Vägen skyltas från Luleå fast den egentligen börjar i Antnäs.
Vägen går mestadels genom skog och över Klöverträskberget till Älvsbyn. Vid Klöverträsk går den även en liten bit genom Piteå kommun, men det skyltas inte för att man inte ska tro att man har kommit fel.
Efter Älvsbyn följer vägen Vistån och dess bördiga dal förbi Vistträskbygden. Sedan tar stora flacka sandhedar vid och strax efter byn Åkroken lämnar vägen Vistån och klättrar uppför bergen upp till byn Lauker vid sjön med samma namn. Sista tre milen till Arvidsjaur går över relativt flack skogsmark. Strax sydost om Arvidsjaur ansluter vägen till Riksväg 95, Silvervägen.

## Vägutformning
Riksväg 94 är en miljöstakad tvåfilig landsväg 7-9m bred, hastighetsbegränsning till största delen satt till 90-100km/h.
Korsningen med Länsväg 374 strax utanför Älvsbyn var olycksdrabbad eftersom stopplikten vid länsvägens utfarter på riksvägen inte alltid uppmärksammades. Korsningen byggdes om till cirkulationsplats 2009.

## Historik

### Nummerhistoria
Vid huvudvägsskyltningen 1951 blev delen Antnäs–Älvsbyn länshuvudväg 375, och delen Älvsbyn–Grundsel var en del av länshuvudväg 356, den s.k. Militärvägen Sollefteå–Boden.
Vid vägnummeromläggningen 1962 blev sträckan Antnäs–Älvsbyn länsväg 375 och sträckan Älvsbyn - Grundsel riksväg 90. Efter färdigställandet av delen Grundsel–Arvidsjaur blev hela nuvarande sträckningen skyltad länsväg 375. 
Vid vägnummeromläggningen 1986 var det först tänkt att vägen skulle vara en del av riksväg 88 Östersund–Storuman–Arvidsjaur–Luleå, och vägen Arvidsjaur–Gällivare–Karesuando skulle då ha hetat riksväg 94. Detta blev dock aldrig av, utan nuvarande vägnummerlösning valdes.
Åren 1962-1964 skyltades gamla länshuvudväg 370 Skellefteå–Malå som riksväg 94. Därefter var det nuvarande riksväg 95 delen Skellefteå–Boliden plus länsväg 370 delen Boliden–Malå, som skyltades riksväg 94.

### Bygghistoria
Delen Grundsel–Lauker byggdes som helt ny väg i slutet av 1960-talet. Trafik mellan Älvsbyn och Arvidsjaur fick köra Älvsbyn–Grundsel–Gråträsk–Arvidsjaur eller Älvsbyn–Grundsel–Auktsjaur–Arvidsjaur (via småväg). Vägen Lauker-Arvidsjaur var en småväg som blev länsväg 375, och den är något rätad och breddad omkring 1970. Vägen Älvsbyn-Grundsel följer den gamla Militärvägens sträckning (från 1890-talet), dock något rätad och breddad. Vägen Antnäs–Älvsbyn följer i stort sett samma väg som på 1940-talet, men verkar även den vara rätad vid något tillfälle.
På 1890-talet fanns ingen väg Luleå-Piteå, utan man fick åka (häst och vagn) via Boden och den nya militärvägen (Sollefteå-Lycksele-Boden). En väg fanns Älvsbyn-Vistheden och det var helt väglöst väster därom. Arvidsjaur kunde dock nås via Skellefteå-Jörn.

## Trafikplatser och korsningar
Riksväg 94 har en kort sträcka motortrafikled med några trafikplatser gemensamma med E4. Se E4. Det finns inga trafikplatser längs 94:ans egna sträcka.
|  | Nr | Namn                      | Skyltning                                       |
|  | -- | ------------------------- | ----------------------------------------------- |
|  |    | Trafikplats Notviken      | Jokkmokk Haparanda Narvik (Rv 94 svänger)       |
|  | -  | Trafikplats Norra Gäddvik | Storheden Gammelstaden                          |
|  |    | Nya Gäddviksbron          | över Lule älv, cirka 600 m längd                |
|  | -  | Trafikplats Södra Gäddvik | Kallax flygplats Bergnäset Luleå Bälinge        |
|  | -  | Trafikplats Måttsund      | Måttsund                                        |
|  | -  | Trafikplats Antnäs        | Sundsvall Kallax Antnäs                         |
|  |    |                           | Klubben                                         |
|  |    |                           | Selet Ale                                       |
|  |    |                           | Sjulsmark Rosfors Selet Klöverträsk             |
|  |    |                           | Klöverträsk                                     |
|  |    |                           | Holmträsk Pålsträsk                             |
|  |    |                           | Boden                                           |
|  |    |                           | Brännberg                                       |
|  |    | Älvsbyn                   | Piteå Jokkmokk Storforsen                       |
|  |    |                           | Pite älv                                        |
|  |    | Älvsbyn                   | Centrum (Rv 94 svänger)                         |
|  |    |                           | Sågfors Nystrand Altuna                         |
|  |    |                           | Sågfors                                         |
|  |    |                           | Koler Storsund                                  |
|  |    | Korsträsk                 | Lillträsk Nybyn                                 |
|  |    |                           | Lillträsk                                       |
|  |    |                           | S Vistträsk Vistträsk Vidsel Manjärv Storforsen |
|  |    |                           | Timfors                                         |
|  |    |                           | S Vistträsk                                     |
|  |    |                           | Moskosel                                        |
|  |    |                           | Gråträsk Koler                                  |
|  |    |                           | Moskosel Auktsjaur Lomträsk                     |
|  |    |                           | Vistån                                          |
|  |    |                           | Långträsk Koler Lauker                          |
|  |    |                           | N Holmnäs Serrejaur                             |
|  |    |                           | Fjällbonäs Granbo                               |
|  |    |                           | Gråträsk Pjesker                                |
|  |    |                           | Fjällbonäs                                      |
|  |    |                           | Arvidsjaurs flygplats                           |
|  |    | Arvidsjaur                | Skellefteå Glommersträsk Piteå Bodø Centrum     |

## Kuriosa
Vid inspelningen av filmen Jägarna byggdes vid korsningen med Militärvägen i Grundsel en bensinstation med pub. Dekoren var så verklig att trafikanter stannade och försökte tanka vid de tomma pumparna. Puben Raimos Bar finns nu att beskåda vid Hotell Storforsen.
En alternativ väg mellan Luleå och Antnäs är via Bergnäsbron från 1954, en gång Sveriges längsta bro med 896 m. 
Riksväg 94 är en del av turistvägen Barents väg mellan Bodø och Murmansk.